# Gymnasium Engelsdorf
Das Gymnasium Engelsdorf ist ein Gymnasium im Leipziger Stadtteil Engelsdorf mit sprachlichem und mathematisch-naturwissenschaftlichen Profil. Es wurde 1906 als Schule Engelsdorf erbaut. 

## Geschichte
1906 ließ die Gemeinde Engelsdorf aufgrund wachsender Einwohnerzahlen und damit auch wachsenden Schülerzahlen eine neue Schule errichten. Da diese, bedingt durch das Reichsbahnausbesserungswerk Engelsdorf (heute Ausbesserungswerk von Leipzig Rail Service), die immer mehr werdenden Schüler nicht mehr aufnehmen konnte, wurde 1912/1913 der Mittelbau mit dem Turm und der Aula sowie die alte Turnhalle errichtet. Damals wurden in 28 Klassenräumen etwa 1000 Schüler unterrichtet.
Während des Zweiten Weltkrieges wurde der Schulbetrieb im April 1945 eingestellt und am 16. Oktober wieder aufgenommen.
1950 erhielt sie den Namen „Friedrich-Engels-Oberschule“. Nach Renovierungsarbeiten zum 50-jährigen Jubiläum wurde auch der Polytechnische Unterricht eingeführt, in Zusammenarbeit mit dem RAW Engelsdorf.
Nach der Wende wurde 1992 das „Gymnasium Engelsdorf“ gegründet. 1996 wurde die neue Turnhalle und ein direkt angeschlossener Sportplatz eingeweiht. In der alten Turnhalle befindet sich heute ein Getränkehandel.
Vom 27. bis 29. April 2006 feierte die Schule ihr hundertjähriges Bestehen.
Zurzeit wird die Schule umgestaltet. Das Hauptgebäude wurde vor kurzem renoviert und die Außenstelle in der Althener Straße wird momentan ausgebaut, außerdem wurde der Speiseraum in das Nebengebäude umgelagert und neu gestaltet.

## Daten
Im Schuljahr 2010/2011 wurden 580 Schüler von 55 Lehrerinnen und Lehrern unterrichtet.
Ein normaler Wahlgrundkurs Informatik wird angeboten. Des Weiteren erhalten Schüler bereits ab Klasse 5 Informatikunterricht.
Es existiert auch ein großes Angebot an Ganztagsangeboten (GTAs), wie Fußball, Roboter, Yoga, Insektenkunde, Tischtennis, Basketball, Fußball, Step-Aerobic, Schach etc.
Außerdem bietet das Gymnasium auch einige AGs wie die Kunst-AG und den Chor an.
Dem am 2. Mai 1995 gegründeten Förderverein gehören momentan 147 Mitglieder an. Er fördert vorrangig die Gestaltung des Schulhofes, die Erhaltung der Schulbibliothek sowie einige GTAs und AGs.

## Fremdsprachen
Ab Klasse 5 wird Englisch als 1. Fremdsprache unterrichtet (mit Option auf ein Cambridge-Zertifikat).
Ab Klassenstufe 6 wird die 2. Fremdsprache gewählt. Die Schüler können sich dabei zwischen Französisch (mit Option auf das DELF) und Latein (Erwerb des Latinums) entscheiden.
Ab Klasse 8 wird Spanisch unterrichtet (nur bei Wahl des sprachlichen Profils), wobei das DELE erworben werden kann.

## Erfolge
- 1. Preis „Bürgerpreis zur deutschen Einheit“ 2002 für den Film „Eine Deutschlandreise“
- Sportlichste Schule Leipzigs im Wettbewerb „20x12“ der Leipziger Schulen (Schuljahr 2004/2005)
- 2. Platz im RSA-Finale (Volleyball WK IV weiblich) (Schuljahr 2004/2005)
- 2. Platz bei der Landesmeisterschaft (Volleyball WK III weiblich) (Schuljahr 2004/2005)
- Landesmeister Basketball (WK IV männlich) (Schuljahr 2003/2004)
- mehrmalige Teilnahme an der Endrunde des sächsischen Informatikwettbewerbs
- Landesmeisterschaft Basketball WK4 (Schuljahr 2005/2006)
- 1. Platz bei den Stadtmeisterschaften (Basketball WK IV männlich) (Schuljahr 2009/2010)
- 2. Platz bei Jugend trainiert für Olympia im Geräteturnen (Schuljahr 2009/2010)
- 2. Preis im Wettbewerb Wunderdinge
- 3. Platz bei Jugend trainiert für Olympia im Geräteturnen (Schuljahr 2017/2018)